# Pianosa (Tremiti)
Pianosa is een van de vijf eilanden van de archipel van de Tremitische Eilanden die in het centrale deel van de Adriatische Zee ligt. De vijf eilanden vormen samen een gemeenten en maken deel uit van de Apulische provincie Foggia.
Pianosa is het meest afgelegen eiland van de Tremitische archipel, als men de kleine rotseilandjes van de Isole di Pelagosa niet meerekent. Het eiland is nauwelijks begroeid en relatief vlak. Bij onbestendig weer verdwijnt een groot deel van Pianosa dan ook onder zeewater. Met uitzondering van de vuurtoren is het onbebouwd.
In 1989 werd de zee rondom de Tremitische Eilanden tot maritiem natuurreservaat uitgeroepen. Pianosa ligt in het strengst beschermde deel hiervan vanwege de bijzonder rijke flora en fauna die zich hier onder de zeespiegel bevindt.